# Маразас, Винцас-Пятрас Викторович
Винцас-Пятрас Викторович Маразас (лит. Vincas Petras Marazas) — советский хозяйственный, государственный и политический деятель, Герой Социалистического Труда.

## Биография
Родился в 1933 году в Капсукском районе Литвы. Член КПСС с 1956 года.
С 1954 года — на хозяйственной, общественной и политической работе. В 1954—1991 гг. — бессменный председатель колхоза «Жельсвяле» Капсукского района Литовской ССР.
За разработку и внедрение прогрессивной технологии окультуривания земель и их интенсивного использования под культурные сенокосы и пастбища был в составе коллектива удостоен Государственной премии СССР в области науки и техники 1976 года.
Указом Президиума Верховного Совета СССР от 12 октября 1988 года присвоено звание Героя Социалистического Труда с вручением ордена Ленина и золотой медали «Серп и Молот».
Избирался депутатом Верховного Совета Литовской ССР 10-го и 11-го созывов.
Умер после 1991 года.